# 専門学校EIKA International College
専門学校EIKA International College（せんもんがっこうえいかインターナショナルカレッジ）とは、学校法人盈科学園が設置、運営する専修学校。所在地は茨城県古河市旭町。専門学校では全国初となる「危機管理学科」を設置し、警察官や消防吏員を中心とした公務員を養成している。

## 設置学科
- 危機管理学科（昼・2年）

- 国際交流学科（昼・4年）

## 危機管理学科

### 公務員・警察官・消防官養成コース
公務員試験対策のみならず、危機管理や防災などを学び災害などの有事に備えられる公務員を養成する。2年制のカリキュラムだが、1年次から公務員試験の受験が可能である。

### 大学編入コース
専門学校卒業後、大学への編入学を目指すコースである。日本大学と連携協定を結んでいる。

### ヘリ操縦訓練コース
つくば航空株式会社と連携しており、ヘリコプターの自家用操縦士ライセンスの取得が可能である。

## 国際交流学科
4年制課程で、語学・経済を中心に学ぶ。日本大学通信教育部とのダブルスクール制度により、経済学士の取得が可能である。日本大学との回線が結ばれており、校内で日本大学の講義をリアルタイムで受講可能である。

## 課外活動・官学連携
青色回転灯パトロールカーを導入し、課外活動の一環として地域の防犯パトロールを学生と教員が行っている。平成28年には古河警察署と防犯活動に関する協定を締結している。

## 姉妹校
- EIKA美容専門学校（同一の建物内に所在する）
- 晃陽看護栄養専門学校
- つくば栄養医療調理製菓専門学校
- 晃陽学園高等学校

## その他
- 男子学生会館（男子寮）、女子学生会館（女子寮）がある。（姉妹校・晃陽学園と共用）
- 体育祭は晃陽学園とともに行われる。

## アクセス
- JR宇都宮線古河駅東口より徒歩15分。

## 学校周辺
- 茨城県立古河第一高等学校
- 古河市立古河第三小学校
- イオン古河店